# Turkopole
Turkopole (gr. Turkopouloi – synowie Turków) – oddziały lekkiej kawalerii, wzorowane na jeździe muzułmańskiej, stanowiące część wojsk Królestwa Jerozolimskiego w XII i XIII wieku. 
Bezpośrednio podlegali mistrzom zakonów rycerskich tzw. turkopolierom, należącym do ścisłego kierownictwa templariuszy i joannitów. Rekrutowali się z chrześcijan od wieków osiadłych w Ziemi Świętej lub z małżeństw mieszanych „z tureckich ojców i greckich matek”, jak pisał kronikarz Albert z Akwizgranu, a także Syryjczyków, Ormian, Turków seldżuckich i Arabów nawróconych na chrześcijaństwo lub walczących jako najemnicy-muzułmanie.
W armii królestwa pełnili rolę oddziałów zwiadowczych i dywersyjnych, pełnili także rolę przewodników i tłumaczy. 
Ubrani byli na modłę muzułmańską, a ochronę zapewniały skórzane kaftany z naszytymi blaszkami i kałkany. Uzbrojenie stanowiły: łuki, szable, małe tarcze i lekkie włócznie. Mieli ten sam ubiór i uzbrojenie co muzułmanie, taki sam sposób walki oraz  często mówili tym samym językiem. 
Oddziały turkopolów były najbardziej przydatne w walkach właśnie z muzułmanami, ponieważ dobrze znali, kraj, język, zwyczaje, a przede wszystkim sposób walki i podstępy przeciwnika. Turkopole byli również przyzwyczajeni do wschodniego klimatu i warunków życia.
Turkopolów chętnie używano też jako zwiadowców i szpiegów.
Liczebność ich była różna w różnych okresach, np. w bitwie pod Hittin walczyło ich 4000.
Znienawidzeni przez muzułmanów i uważani przez nich za zdrajców, nigdy nie byli brani przez nich do niewoli.